# نیویورک نیکس
نیویورک نیکس، به (انگلیسی New York Knicks) یکی از تیم‌های حاضر اتحادیه ملی بسکتبال آمریکا است و دو بار در سالهای ١٩٧٠ و ١٩٧٣ قهرمان لیگ سراسری NBA شده است و تابحال هشت بار قهرمان کنفرانس شرق شده است. نیکس در سال ۱۹۴۶ تاسیس شد و به لیگ بسکتبال BAA پیوست. تیم نیویورک نیکز به همراه بوستون سلتیکس دو تیم NBA هستند که شهر محل استقرار آنها از آغاز تاسیس تا کنون تغییر نکرده است. نام “Knickerbocker” از کتاب “تاریخچه نیویورک” نوشته مورخ آمریکایی،Washington Irving اقتباس شده است.این نام به فرزندان مهاجران هلندی که به آمریکا مهاجرت کردند،داده شده بود که بعد ها به New York و مدتی بعد به New Yorkers تغییر یافت. تیم Knicks در سال های اولیه خود موفق بود و به طور مداوم به عنوان مدعی در مرحله پلی آف لیگ حضور داشت.این تیم در سال های ۱۹۵۱ تا ۱۹۵۳ سه فصل متوالی به فینال NBA راه یافت اما در هر سه بار مغلوب حریفان شد.پس از آن و تا اواخر دهه ۶۰،قدرت چندانی در لیگ نداشت تا این که Red Holzman سرمربیگری این تیم را به عهده گرفت و نیکز دوباره به روزهای اوج خود بازگشت.تیم New York Knicks با هدایت هالزمن دو بار در سال های ۷۰ و ۷۳ عنوان قهرمانی لیگ را به دست آورد. مجله معنبر فوربس در سال ٢٠١٨ تیم بسکتبال نیویورک نیکس را با ارزش حدود ١/٢ میلیارد دلار، با ارزش ترین تیم در جهان در همه رشته های ورزشی عنوان کرد. مقر تیم نیویورک نیکس در نیویورک قرار دارد و بازیهای خانگی تیم نیویورک نیکس در لیگ NBA در سالن ورزشی مدیسن اسکوئر گاردن برگزار می شود.

## بازیکنان

### سابق
از اسطوره‌های این تیم می‌توان والت فریزر و پاتریک اوینگ را نام برد.

## نگارخانه

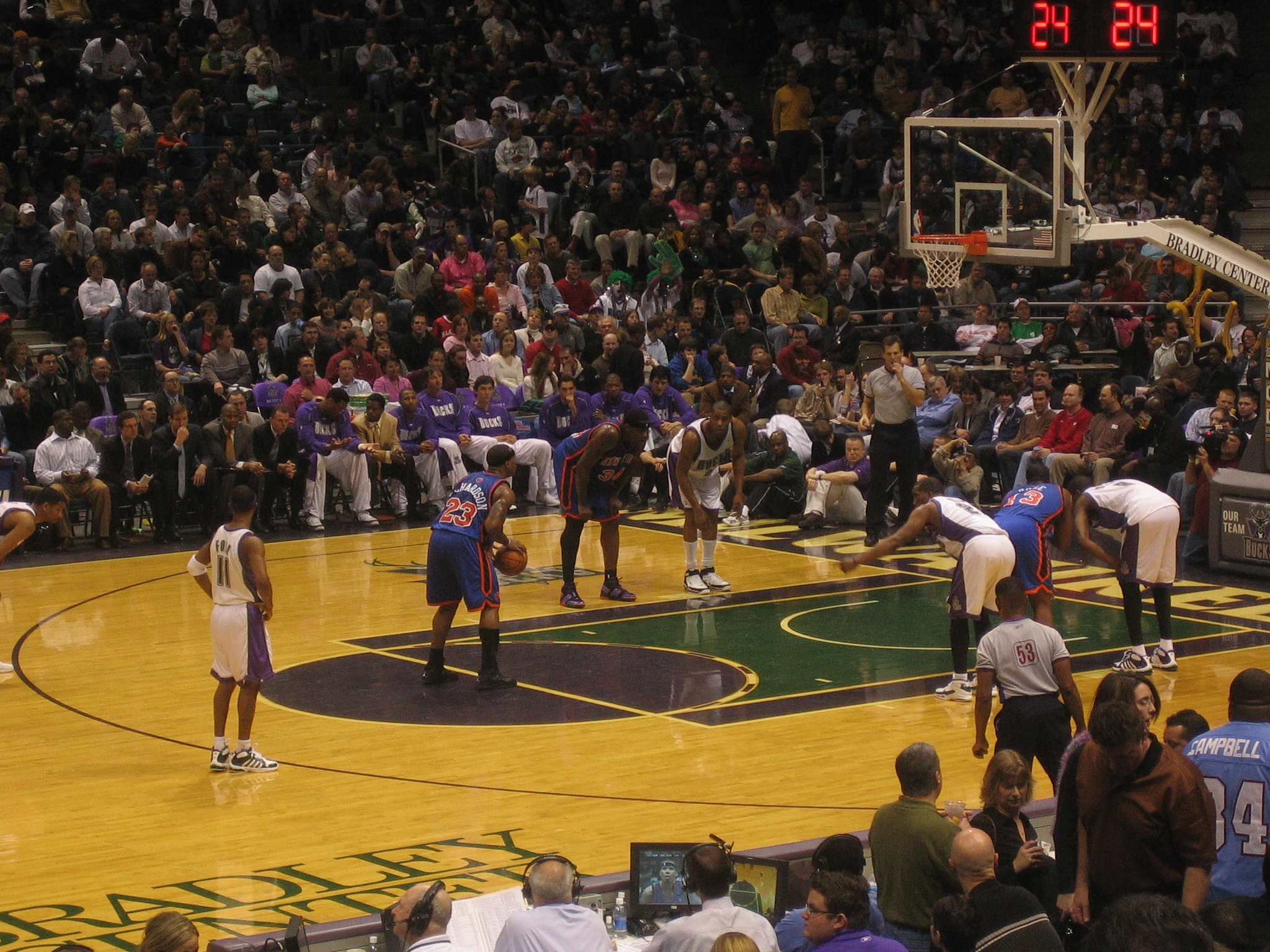
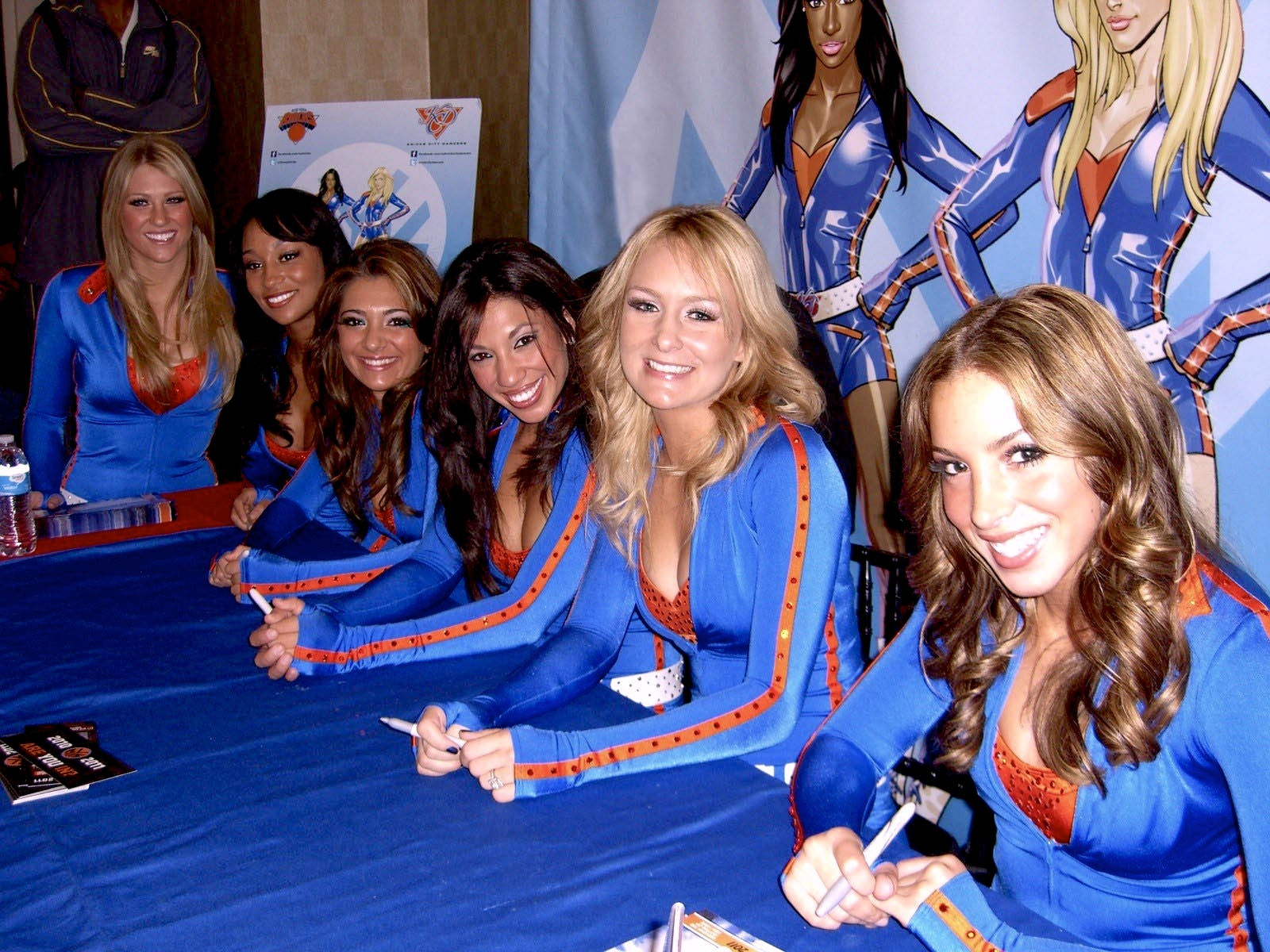
چیرلیدرهای تیم
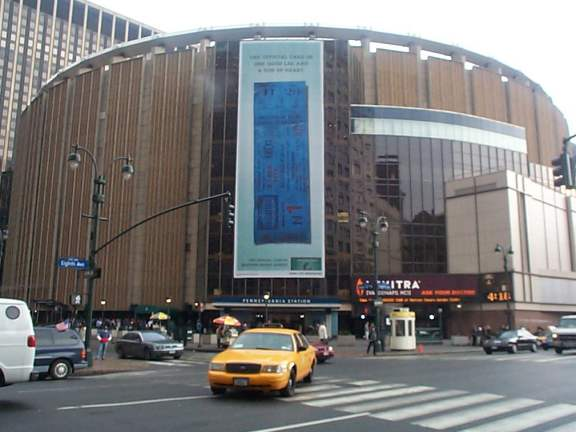
مدیسون اسکویر گاردن

## طرفداران
در میان مشاهیر، اسپایک لی از طرفداران بزرگ این تیم محسوب می‌گردد.

## وب‌گاه رسمی
- New York Knicks